# Cornelis Booth

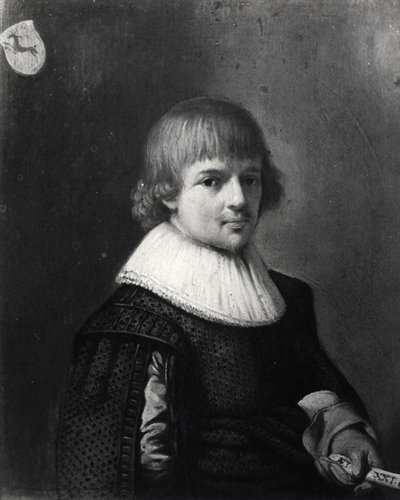
Cornelis Booth op 21-jarige leeftijd

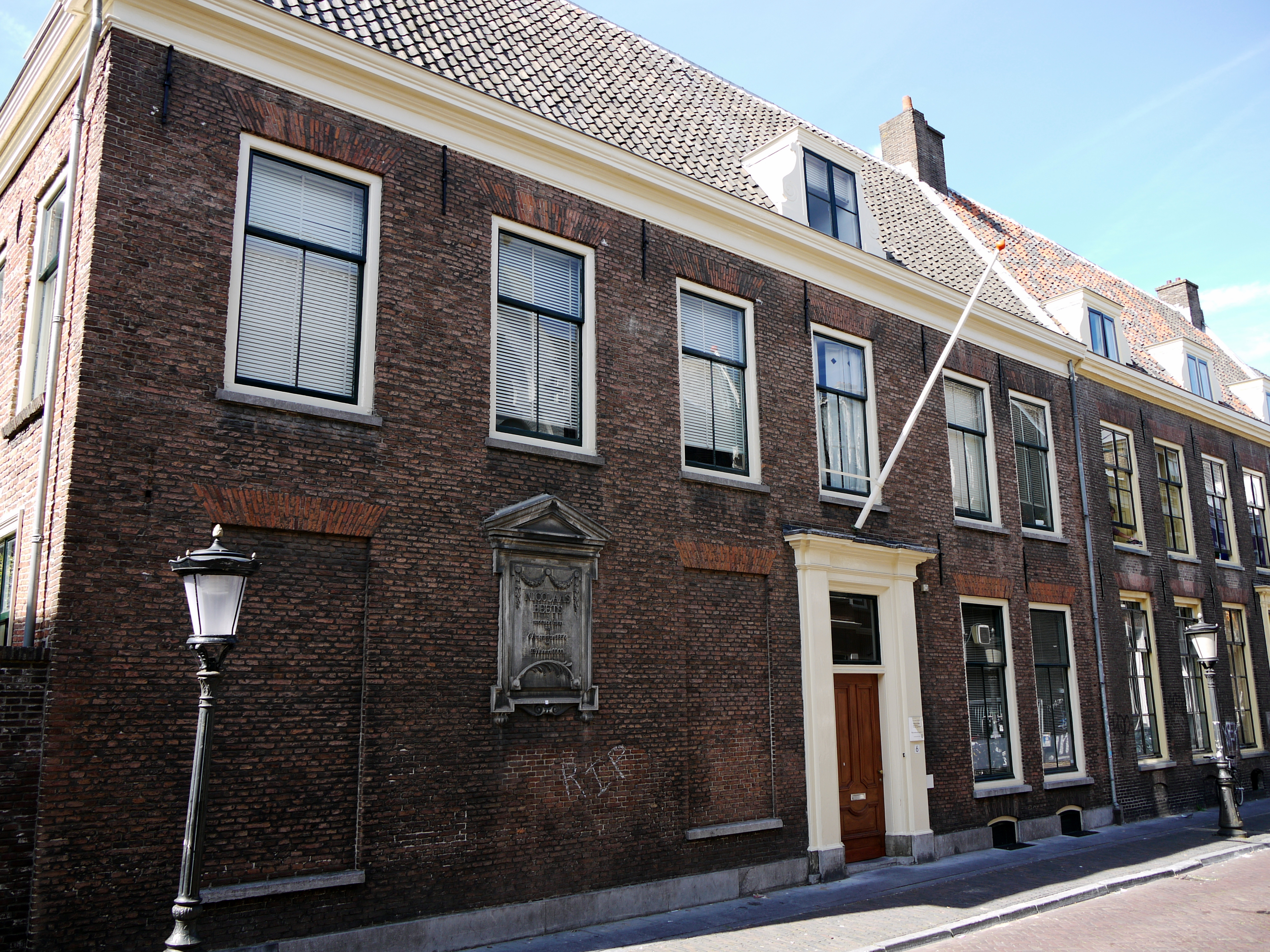
Cornelis Booth liet het huis aan de Boothstraat 6 verbouwen.

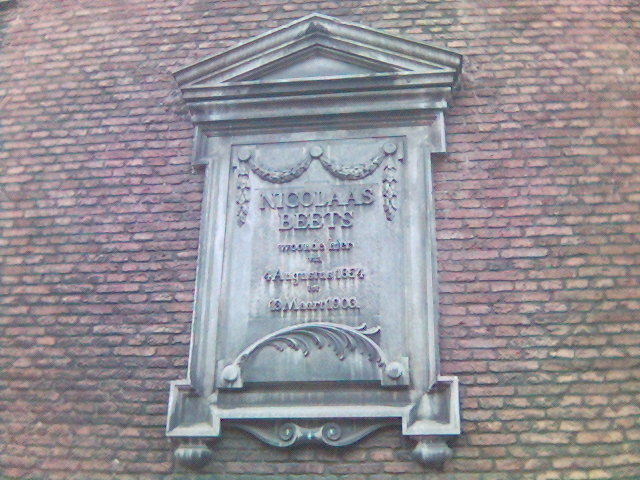
Gedenksteen aan het Beetshuis in de Boothstraat nummer 6.

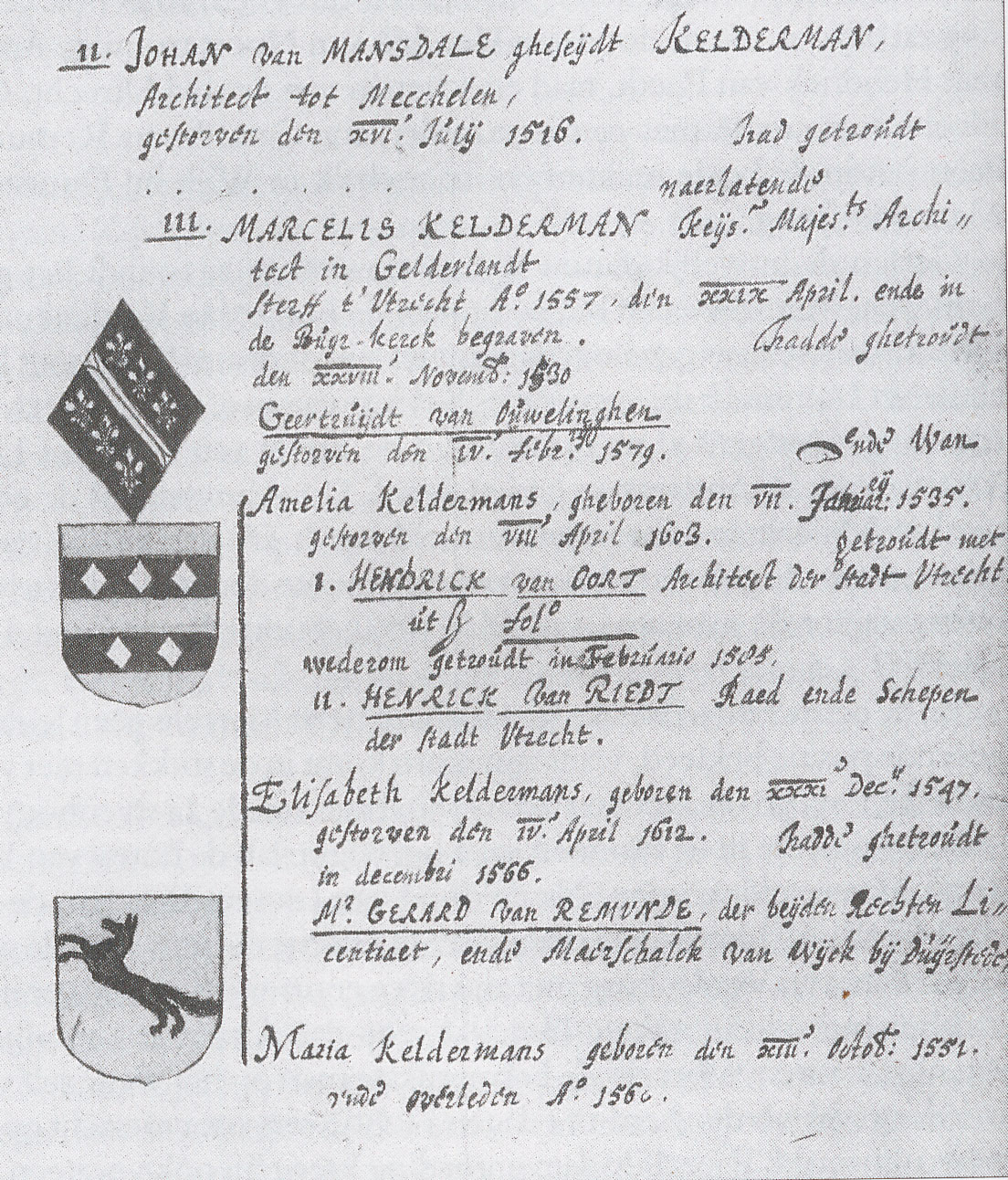
Marcelis Keldermans met wapen in een handschrift van Cornelis Booth rond 1650.

Cornelis Booth (20 oktober 1605 - 13 juli 1678) was een Nederlands arts en later burgemeester van Utrecht.

## Biografie
Hij wordt op 20 oktober 1605 geboren als de oudste zoon van de predikant Everard Booth en Alidt Ruysch. Hij trouwde op 26 mei 1629 met Amelia van Waveren, genaamd Van Oort. Ze kregen vier kinderen, onder wie de dochter Aletta. De andere drie kinderen sterven al jong. na de dood van Amelia hertrouwde Cornelis op 10 december 1637 met Digna van Wijckersloot en ze kregen veertien kinderen. Vijf daarvan, Everard, Willem, Adriaan, Amelia en Sophia, bereiken een volwassen leeftijd. De andere negen kinderen overlijden op jonge leeftijd. Cornelis Booth overleed op 15 juli 1678.
Cornelis Booth bezocht de Hiëronymusschool te Utrecht die hij geheel heeft doorlopen. Daarna studeerde hij in Leiden geschiedenis en medicijnen om vervolgens zich als student medicijnen aan de universiteit van het Franse Caen in te laten schrijven (1628) waar hij later promoveerde. Hier verwierf hij de graad van baccalaureatus en licentiatus. Voordat Booth burgemeester van Utrecht werd, was hij arts in Utrecht, daarna schepen (vergelijkbaar met wethouder) in 1632. In 1634 werd Cornelis Booth lid van de vroedschap. Nog weer later bracht hij het tot raadsheer in het Hof van Utrecht en lid van de Staten van Utrecht. In 1640 werd Booth benoemd tot bibliothecaris van de Utrechtse Academie en was daar werkzaam in de universiteitsbibliotheek tot aan zijn dood. Van 1656 tot 1658 was hij burgemeester van Utrecht.
Na de titel van doctor medicus verkregen te hebben in 1628 ging hij wonen aan de Oudegracht bij de Weesbrug waar hij werkzaam werd als praktiserend arts. In 1658 werd op zijn initiatief de Boothstraat aangelegd als verbinding tussen het Janskerkhof en de Voorstraat. Hij ging wonen in het voormalige claustrale huis Boothstraat 6, dat hij Boothwijck noemde.
Booth overleed op 72-jarige leeftijd.

## Huwelijken
1. Huwelijk 1 dd. 26.09.1629 te Utrecht: Amelia Marcelisdr van Oort, geboren in 1605, overleden in 1637 - dochter van Marcelis van Oort (landmeter, tekenaar, stadsarchitekt van Utrecht) en Christina van Nellesteyn.
2. Huwelijk 2 in 1638 te Utrecht: Digna van Wijkersloot, geboren in 1617, overleden op 25 september 1679 (dochter van Cornelis van Wijkersloot en Aletta Zwedersdr van Nellesteyn).

## Trivia
- In 1659 verhuisde Cornelis Booth naar het huis dat wij nu kennen als Boothstraat 6. Toen Cornelis Booth het huis kocht lag het nog met de voorzijde aan het Janskerkhof. Cornelis Booth liet het huis verbouwen, zodat het met de voordeur aan de nieuw aangelegde Boothstraat kwam te liggen.[3] Dit huis is later Beetshuis gaan heten vanwege dat hier Nicolaas Beets ook nog heeft gewoond.
- Marcelis Keldermans, onder meer bouwmeester van Kasteel Vredenburg te Utrecht rond 1540, in een handschrift van Cornelis Booth rond 1650.

- Biografisch Portaal: 76227332
- Digitale Bibliotheek voor de Nederlandse Letteren: boot010
- Gemeinsame Normdatei: 1089641958
- International Standard Name Identifier: 0000 0003 9333 8555
- Nederlandse Thesaurus van Auteursnamen: 070449406
- Système universitaire de documentation: 15711497X
- Virtual International Authority File: 287632383